# Rachel Roberts (mannequin canadien)
 (janvier 2022).
Pour les articles homonymes, voir Rachel Roberts et Roberts.
Rachel Roberts, née le 8 avril 1978 à Vancouver, en Colombie-Britannique, au Canada, est un mannequin et une actrice canadienne.

## Biographie
Elle a participé à de nombreuses campagnes publicitaires, notamment pour Biotherm aux côtés de Renée Simonsen (en) et de Julie Ordon. Elle a posé pour des marques comme Ralph Lauren, Dana Buchman (en), Victoria's Secret, et Banana Republic, et dans des revues telles Elle, Vogue, Glamour et Sports Illustrated Swimsuit Issue de 2000.
Elle joue le rôle-titre du film S1m0ne (2002) de Andrew Niccol.

## Vie privée
Elle est la compagne d'Andrew Niccol, qu'elle a rencontré durant le tournage du film S1m0ne, et avec qui elle a un fils né en 2004 et une fille née en 2008.

## Filmographie

### Cinéma
- 2002 : S1m0ne : Simone
- 2009 : How to Seduce a Difficult Woman : Sabrina
- 2011 : Time Out : Carrera
- 2013 : Les Âmes vagabondes : Soul Fleur
- 2018 : Anon : Alysa Egorian

### Télévision
- 2004 : Still Life (série télévisée) épisode Gravity : Nona
- 2007 : Ugly Betty (série télévisée) (1 épisode) : Marla
- 2007 : Entourage (série télévisée) (1 épisode) : Monika
- 2008 : Numb3rs (série télévisée) (1 épisode) : Melissa Conroy
- 2009 - 2010 : Flashforward (série télévisée) (5 épisodes) : Alda Hertzog
- 2011 : Les Experts (série télévisée) (1 épisode) : Karen Chevera
- 2013 : Mad Men (série télévisée) (1 épisode) : Cindy
- 2017 : American Horror Story (série télévisée) (Saison 7, 1 épisode) : Sharon Tate

### Clip musical
- 2015 : Rihanna - Bitch Better Have My Money

## Publicités
Biotherm, Bottega Veneta, Burberry, Dana Buchman, Fay, GAP, Hugo Boss Male, Iceberg (en), Jacques Dessange, designer (en), Les Copains, Mac & Jack, Ralph Lauren lingerie, River Island (en), Saks Fifth Avenue, Sergio Valente (en), Sisley, Victoria's Secret.

## Défilés
- Prêt-à-porter : automne-hiver 1997 : Etro, Katharine Hamnett
- Prêt-à-porter : printemps-été 1998 : Blumarine (en), Iceberg, Jean Colonna, Krizia, Lolita Lempicka, Ocimar Versolato (en), Romeo Gigli
- Prêt-à-porter : printemps-été 1999 : Chloé
- Prêt-à-porter : automne-hiver 1999 : Extè (en)
- Prêt-à-porter : printemps-été 2000 : Balmain, Givenchy

## Couvertures
- Elle (édition britannique - janvier et octobre 1999 ; mai 2000 ; édition française - 10 juillet 2000 ; 27 novembre 2000 ; 16 septembre 2002 ; édition suédoise - juillet 2000 ; édition portugaise - juin 2001 ; édition canadienne - été 2001 ; édition australienne - novembre 2001 ; édition espagnole - octobre 2002)
- L'Officiel (France - février 1999)
- Glamour (édition allemande - octobre 2001)
- Vogue (édition espagnole - août 1999)
- Vanidad (Espagne - février 2005)
- Marie Claire (édition britannique - août 1999)
- Easy Living (octobre 2005)
- Mademoiselle (édition américaine - août 2000)